# هرنان سانتانا
هرنان سانتانا (انگلیسی: Hernán Santana؛ زادهٔ ۲۶ اوت ۱۹۹۰) بازیکن فوتبال اهل اسپانیا است.
از باشگاه‌هایی که در آن بازی کرده‌است می‌توان به باشگاه فوتبال لاس پالماس، باشگاه فوتبال اسپورتینگ خیخون، و باشگاه فوتبال بمبئی سیتی اشاره کرد.